# لوئیجی سرافینی (بازیکن بسکتبال)
لوئیجی سرافینی (ایتالیایی: Luigi Serafini؛ ۱۷ ژوئن ۱۹۵۱ – ۲۳ اوت ۲۰۲۰) بازیکن بسکتبال اهل ایتالیا بود.
وی در مسابقات کشوری و بین‌المللی در مجموع برندهٔ ۲ مدال برنز شده‌است.